# Liste der Ständigen Vertreter Polens beim Europarat
Die Liste der Ständigen Vertreter Polens beim Europarat enthält Botschafter der Republik Polen beim Europarat in Straßburg.
Die Republik Polen ist seit 1991 Mitglied des Europarates.

## Ministerkomitee
Das Ministerkomitee ist das Exekutivorgan des Europarates, in diesem werden die Mitgliedstaaten durch ihre Außenminister bzw. deren Ständige Vertreter im Range eines Botschafters vertreten.

## Liste
| Ernannt       | Ständige Vertreter | Bemerkungen     | Liste der Präsidenten Polens | Abberufen     |
| ------------- | ------------------ | --------------- | ---------------------------- | ------------- |
| 4. Mai 1992   | Jerzy Regulski     |                 | Lech Wałęsa                  | 31. Jan. 1997 |
| 24. Feb. 1997 | Marcin Rybicki     |                 | Aleksander Kwaśniewski       | 15. Aug. 2001 |
| 10. Sep. 2001 | Krzysztof Kocel    |                 | Aleksander Kwaśniewski       | 10. Okt. 2005 |
| 24. Okt. 2005 | Piotr Świtalski    |                 | Aleksander Kwaśniewski       | 31. Aug. 2010 |
| 3. Feb. 2011  | Urszula Gacek      |                 | Bronisław Komorowski         | 30. Nov. 2014 |
| 1. Jan. 2015  | Janusz Stańczyk    |                 | Andrzej Duda                 | 2020          |
| 2020          | Jerzy Baurski      |                 | Andrzej Duda                 | 2024          |
| Dez. 2024     | Aleksander Pociej  | Geschäftsträger |                              |               |